# Maroomba Airlines
Nantay Pty. Ltd., comercializado como Maroomba Airlines, es una pequeña aerolínea y operadora de vuelos chárter con base en el Oeste de Australia. Fundada en 1985, la aerolínea opera vuelos regulares de pasajeros a Mt Magnet así como vuelos chárter contratados al oeste de Australia.
Actualmente opera vuelos chárter contratados al mismo tiempo que opera un Beechcraft Super King Air y un reactor de negocios Hawker 850XP para el gobierno australiano del oeste para el transporte ministerial por todo el estado.
La aerolínea abrió sus propias instalaciones de mantenimiento en el Aeropuerto de Perth en 2003 pero fue vendido a Airflite a comienzos de 2008. 

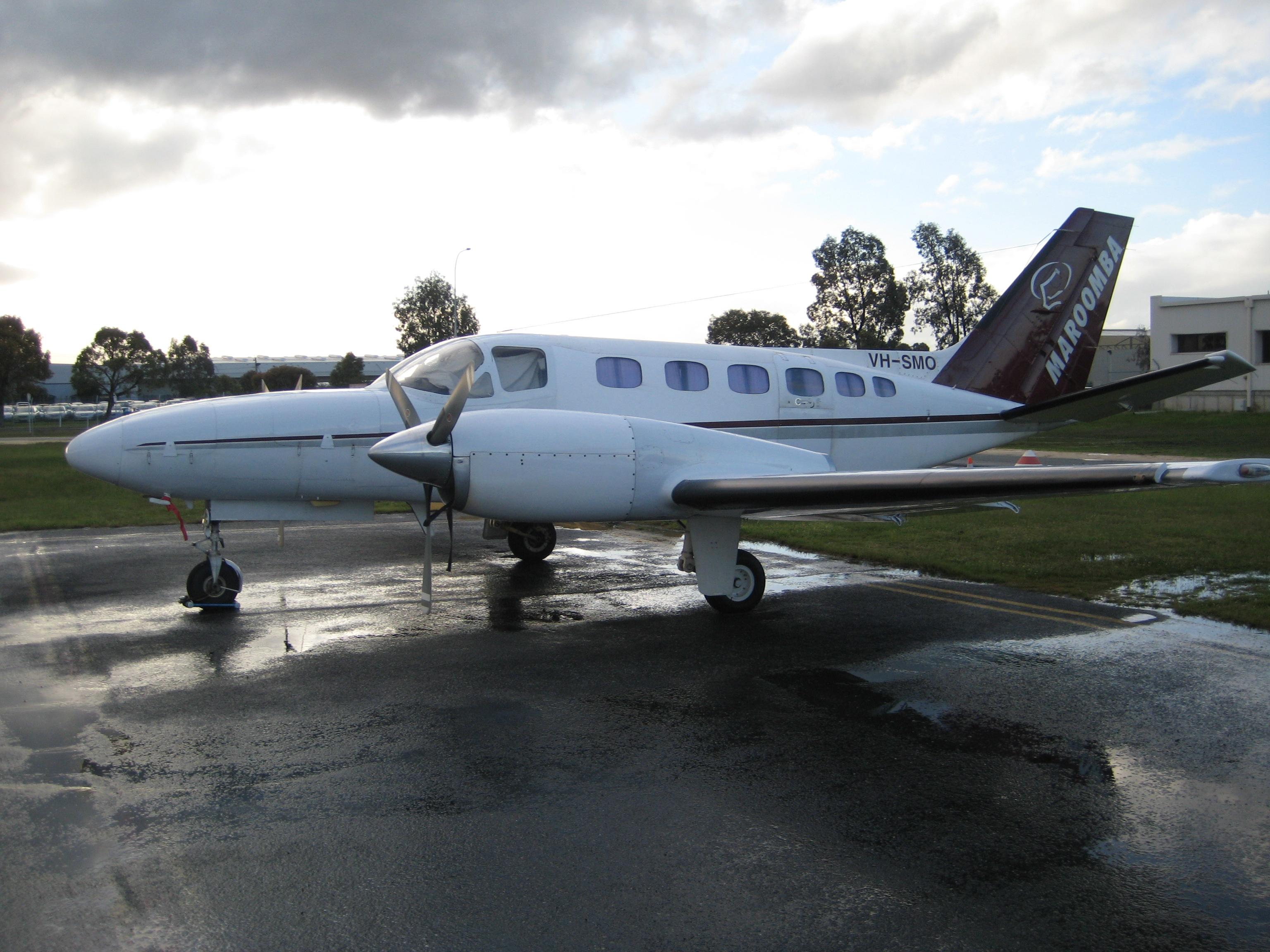
Antiguo Cessna 441 Conquest de Maroomba en el Aeropuerto de Perth.

## Flota
En noviembre de 2020 la flota de Maroomba Airlines se compone de las siguientes aeronaves con una edad promedio de 29.8 años:
| Dash 8-100               | 3 | — |  |  |  |  |
| Beechcraft B200 King Air | 1 | — |  |  |  |  |
| Total                    | 4 | — |  |  |  |  |